# Liste der Hörfunksender in Österreich
Die Liste der Hörfunksender in Österreich beinhaltet gegenwärtige und ehemalige Radiosender, die auf österreichischem Gebiet ausgestrahlt werden oder wurden.
Die Rundfunk und Telekom Regulierungs-GmbH muss von Gesetzes wegen ein Frequenzbuch (sowohl für Radio als auch TV) führen, der für jeden Sendebereich einer Sendeanlage die Verteilung der Sendefrequenzen auf Hörfunksender aufteilt. Fast alle Sender sind ebenso im Internet als Livestream verfügbar.

## Gegenwärtige Hörfunksender

### Öffentlich-rechtliche Sender desÖsterreichischen Rundfunks(ORF)
| Sendername             | Senderlogo | Verbreitungswege | Sparten/Programmtyp                    |
| ---------------------- | ---------- | ---------------- | -------------------------------------- |
| Ö1                     |            | UKW, DVB-S       | Information, Kultur                    |
| Radio Burgenland       |            | UKW, DVB-S       | Ö2-Landesprogramm für das Burgenland   |
| Radio Kärnten          |            | UKW, DVB-S       | Ö2-Landesprogramm für Kärnten          |
| Radio Niederösterreich |            | UKW, DVB-S       | Ö2-Landesprogramm für Niederösterreich |
| Radio Oberösterreich   |            | UKW, DVB-S       | Ö2-Landesprogramm für Oberösterreich   |
| Radio Salzburg         |            | UKW, DVB-S       | Ö2-Landesprogramm für Salzburg         |
| Radio Steiermark       |            | UKW, DVB-S       | Ö2-Landesprogramm für die Steiermark   |
| Radio Tirol            |            | UKW, DVB-S       | Ö2-Landesprogramm für Tirol            |
| Radio Vorarlberg       |            | UKW, DVB-S       | Ö2-Landesprogramm für Vorarlberg       |
| Radio Wien             |            | UKW, DVB-S       | Ö2-Landesprogramm für Wien             |
| Ö3                     |            | UKW, DVB-S       | Popwelle                               |
| FM4                    |            | UKW, DVB-S       | Jugendkulturradio                      |

### Private, kommerzielle Radiosender

#### Überregional
| Sendername                                            | Senderlogo | Verbreitungswege                                                                                                   | Sparten/Programmtyp                                         | Eigentümer                                        |
| ----------------------------------------------------- | ---------- | --- | ----------------------------------------------------------- | ------------------------------------------------- |
| 98.3 superfly                                         |            | DAB+, UKW in Wien/Niederösterreich                                                                                 | Black Music und Soul                                        | Superfly Radio GmbH                               |
| Antenne Hit                                           |            | DAB+ | Begleitprogramm, Adult Pop                                  | Mediengruppe Österreich                           |
| Antenne Österreich                                    |            | DAB+, (UKW-Fenstersendungen Salzburg)                                                                              | Begleitprogramm, Adult Pop                                  | Mediengruppe Österreich                           |
| Beats Radio                                           |            | DAB+ | Electronica, Lounge                                         | Klassik Radio AG                                  |
| ERF Süd                                               |            | DAB+ | Christliches Radio                                          | ERF Medien                                        |
| Flash 90s                                             |            | DAB+ | Pop                                                         | Life Radio                                        |
| GÖD Musikradio                                        |            | DAB+ | Pop                                                         | Gewerkschaft öffentlicher Dienst                  |
| Inforadio                                             |            | DAB+ | Nachrichten                                                 | nonstopnews.at gmbh                               |
| JÖ Live Radio                                         |            | DAB+ | Popmusik                                                    | Rewe Group                                        |
| Klassik Radio                                         |            | DAB+, UKW in Salzburg, DVB-S                                                                                       | Klassische Musik                                            | Klassik Radio AG                                  |
| kronehit                                              |            | UKW | R'n'B, Popmusik & Dance                                     | Mediaprint                                        |
| Mein Kinderradio                                      |            | DAB+, UKW in Wien                                                                                                  | Radio für Vorschulkinder                                    | Mein Kinderradio Ltd.                             |
| LoungeFM                                              |            | DAB+, UKW in Wien                                                                                                  | Adult Pop, Chillout, Lounge, Smooth Jazz und Easy Listening | Entspannungsfunk GmbH                             |
| oe24 Radio                                            |            | DAB+ (Seamless Blending-Wien), UKW                                                                                 | Popmusik                                                    | Mediengruppe Österreich                           |
| Radio 88.6                                            |            | DAB+, UKW in Wien/Niederösterreich, Burgenland, in Teilen Oberösterreichs und der Steiermark                       | Begleitprogramm, Popmusik, Rockmusik                        | Medien Union                                      |
| Radio Arabella (umfasst Arabella HOT, Arabella MAGIC) |            | DAB+, UKW in Wien/Niederösterreich und Oberösterreich                                                              | Softpop                                                     | Russmedia, Teletel Verlagsgesellschaft und andere |
| Radio Bollerwagen                                     |            | DAB+ | Dance, Pop, Schlager                                        | ffn Mediengruppe                                  |
| Radio Energy (umfasst Energy Salzburg, Energy Tirol)  |            | DAB+ (Seamless Blending-Wien), UKW in Wien/Umgebung, Salzburg und Tirol                                            | Jugend- und Popwelle                                        | NRJ Group                                         |
| Radio Flamingo                                        |            | DAB+ | Schlager, Oldies, volkst. Musik                             | Styria Media Group                                |
| Radio klassik Stephansdom                             |            | DAB+, UKW in Wien und Graz                                                                                         | Kirche, Klassik                                             | Erzdiözese Wien                                   |
| Radio Nostalgie                                       |            | DAB+ | Pop                                                         | NRJ Group                                         |
| Radio MediaMarkt                                      |            | DAB+ | Pop                                                         | MediaMarkt Österreich                             |
| Radio One                                             |            | DAB+ | Pop- und Rockmusik, News, Verkehrsinformation               | RTG Radio Technikum GmbH                          |
| Radio Rot Weiss Rot                                   |            | DAB+ | Austropop                                                   | Mediaprint                                        |
| Radio SOL                                             |            | DAB+, UKW in Niederösterreich/Wien                                                                                 | Sozial, Ökologisch, Lokal, Pop, Oldies, Soul                | Planet SOL Medienclub + Radio SOL Studio NÖ-Süd   |
| Super 80s                                             |            | DAB+ | Pop                                                         | Mediaprint                                        |
| Radio VM1                                             |            | DAB+, UKW in Salzburg, Steiermark, Tirol und Wien                                                                  | Volkstümliche Musik                                         | Radio Event GmbH                                  |
| Rock Antenne Österreich                               |            | DAB+, UKW in Wien                                                                                                  | Rockmusik                                                   | Antenne Bayern, Nordwest-Zeitung                  |
| Welle 1                                               |            | DAB+, UKW in Kärnten, Oberösterreich, Salzburg und Wien (UKW-Fenstersendungen Salzburg) - (Seamless Blending-Wien) | Popmusik & Dance                                            | Welle Salzburg GmbH u. Co.KG                      |
| XXXLutz Radio                                         |            | DAB+ | Pop                                                         | XXXLutz Gruppe                                    |

#### Burgenland
| Sendername               | Senderlogo | Verbreitungswege      | Sparten/Programmtyp                             | Eigentümer                          |
| ------------------------ | ---------- | --------------------- | ----------------------------------------------- | ----------------------------------- |
| Antenne Kärnten          |            | DAB+ (Südburgenland)  | Begleitprogramm, Popmusik                       | Styria Media Group                  |
| Antenne Niederösterreich |            | DAB+ (Nordburgenland) | Begleitprogramm, Popmusik                       | Mediengruppe Österreich             |
| Antenne Steiermark       |            | DAB+ (Südburgenland)  | Begleitprogramm, Popmusik                       | Styria Media Group                  |
| Antenne Wien             |            | DAB+ (Nordburgenland) | Begleitprogramm, Popmusik                       | Mediengruppe Österreich             |
| Eurodance                |            | DAB+ (Nordburgenland) | Pop, Dance                                      | Mediaprint                          |
| Pirate Radio             |            | DAB+ (Nordburgenland) | Alternative Pop                                 | Mediaprint                          |
| OÖNow                    |            | DAB+ (Nordburgenland) | Nachrichten, Pop                                | Oberösterreichische Nachrichten     |
| Radio Grün-Weiß          |            | DAB+ (Südburgenland)  | Lokalsender mit Schlager, Oldies, volkst. Musik | Peter Petzner und Nicole Gollnhuber |
| Radio Soundportal        |            | DAB+ (Südburgenland)  | Jugendsender mit alternativer Musik             | Soundportal Graz GmbH               |
| Radio Val Canale         |            | DAB+ (Südburgenland)  | Schlager                                        | Johann Höber                        |
| Rock FM                  |            | DAB+ (Südburgenland)  | Pop, Rock                                       | G&H Rock FM Medien GmbH             |

#### Kärnten
| Sendername         | Senderlogo | Verbreitungswege | Sparten/Programmtyp                             | Eigentümer                          |
| ------------------ | ---------- | ---------------- | ----------------------------------------------- | ----------------------------------- |
| Antenne Kärnten    |            | DAB+, UKW        | Begleitprogramm, Popmusik                       | Styria Media Group                  |
| Antenne Steiermark |            | DAB+             | Begleitprogramm, Popmusik                       | Styria Media Group                  |
| Radio Grün-Weiß    |            | DAB+             | Lokalsender mit Schlager, Oldies, volkst. Musik | Peter Petzner und Nicole Gollnhuber |
| Radio Soundportal  |            | DAB+             | Jugendsender mit alternativer Musik             | Soundportal Graz GmbH               |
| Radio Val Canale   |            | DAB+             | Schlager                                        | Johann Höber                        |
| Rock FM            |            | DAB+             | Pop, Rock                                       | G&H Rock FM Medien GmbH             |
| Welle 1 Kärnten    |            | UKW              | Popmusik & Dance                                | Welle Salzburg GmbH & Co. KG        |

#### Niederösterreich
| Sendername                             | Senderlogo | Verbreitungswege | Sparten/Programmtyp               | Eigentümer                                        |
| -------------------------------------- | ---------- | ---------------- | --------------------------------- | ------------------------------------------------- |
| Antenne Niederösterreich               |            | DAB+             | Begleitprogramm, Popmusik         | Mediengruppe Österreich                           |
| Antenne Wien                           |            | DAB+             | Begleitprogramm, Popmusik         | Mediengruppe Österreich                           |
| Eurodance                              |            | DAB+             | Pop, Dance                        | Mediaprint                                        |
| Pirate Radio                           |            | DAB+             | Alternative Pop                   | Mediaprint                                        |
| OÖNow                                  |            | DAB+             | Nachrichten, Pop                  | Oberösterreichische Nachrichten                   |
| Radio Arabella Niederösterreich (Wien) |            | UKW              | Regionalradio, Pop- und Rockmusik | Russmedia, Teletel Verlagsgesellschaft und andere |
| Stadtradio Krems                       |            | UKW              | Lokalradio, Begleitprogramm       | Stadradio Regional Hörfunk GmbH                   |

#### Oberösterreich
| Sendername                    | Senderlogo | Verbreitungswege | Sparten/Programmtyp                 | Eigentümer                                        |
| ----------------------------- | ---------- | ---------------- | ----------------------------------- | ------------------------------------------------- |
| Antenne Salzburg              |            | DAB+             | Begleitprogramm, Popmusik           | Mediengruppe Österreich                           |
| Life Radio                    |            | DAB+, UKW        | Begleitprogramm, Popmusik           | Life Radio                                        |
| OÖNow                         |            | DAB+             | Nachrichten, Pop                    | Oberösterreichische Nachrichten                   |
| Radio Arabella Oberösterreich |            | UKW              | Regionalradio, Pop- und Rockmusik   | Russmedia, Teletel Verlagsgesellschaft und andere |
| Radio U1                      |            | DAB+             | Regionalradio; Schlager, Volksmusik | U1 Tirol Medien GmbH                              |
| Welle 1 Oberösterreich        |            | UKW              | Popmusik & Dance                    | Welle Salzburg GmbH & Co. KG                      |

#### Salzburg
| Sendername       | Senderlogo | Verbreitungswege | Sparten/Programmtyp                 | Eigentümer                      |
| ---------------- | ---------- | ---------------- | ----------------------------------- | ------------------------------- |
| Antenne Salzburg |            | DAB+, UKW        | Begleitprogramm, Popmusik           | Mediengruppe Österreich         |
| Energy Salzburg  |            | DAB+, UKW        | Jugend- und Popwelle                | NRJ Group                       |
| Life Radio       |            | DAB+             | Begleitprogramm, Popmusik           | Life Radio                      |
| OÖNow            |            | DAB+             | Nachrichten, Pop                    | Oberösterreichische Nachrichten |
| Radio U1         |            | DAB+             | Regionalradio; Schlager, Volksmusik | U1 Tirol Medien GmbH            |
| Welle 1 Salzburg |            | DAB+, UKW        | Popmusik & Dance                    | Welle Salzburg GmbH & Co. KG    |

#### Steiermark
| Sendername         | Senderlogo | Verbreitungswege                | Sparten/Programmtyp                             | Eigentümer                          |
| ------------------ | ---------- | ------------------------------- | ----------------------------------------------- | ----------------------------------- |
| Antenne Kärnten    |            | DAB+                            | Begleitprogramm, Popmusik                       | Styria Media Group                  |
| Antenne Steiermark |            | DAB+, UKW                       | Begleitprogramm, Popmusik                       | Styria Media Group                  |
| Njoy Radio         |            | UKW (Deutschlandsberg/Umgebung) | Ausbildungsradio, Pop                           | Verein Basic Vocal                  |
| Radio Grün-Weiß    |            | DAB+                            | Lokalsender mit Schlager, Oldies, volkst. Musik | Peter Petzner und Nicole Gollnhuber |
| Radio Radieschen   |            | UKW                             | Schulungsradio; Pop, Rock und Dance             | FHW Education & Management GmbH     |
| Radio Soundportal  |            | DAB+                            | Jugendsender mit alternativer Musik             | Soundportal Graz GmbH               |
| Radio Val Canale   |            | DAB+                            | Schlager                                        | Johann Höber                        |
| Rock FM            |            | DAB+                            | Pop, Rock                                       | G&H Rock FM Medien GmbH             |

#### Tirol
| Sendername       | Senderlogo | Verbreitungswege | Sparten/Programmtyp                              | Eigentümer                             |
| ---------------- | ---------- | ---------------- | ------------------------------------------------ | -------------------------------------- |
| 88.6 T-Rock      |            | UKW              | Regionalradio; Rock                              | Medien Union                           |
| Antenne Tirol    |            | UKW, DVB-C       | Begleitprogramm, Popmusik                        | Mediengruppe Österreich                |
| Energy Tirol     |            | DAB+, UKW        | Jugend- und Popwelle                             | NRJ Group                              |
| Life Radio Tirol |            | DAB+, UKW        | Begleitprogramm, Popmusik                        | Life Radio                             |
| Radio Osttirol   |            | UKW              | Regionalradio für Osttirol; Schlager, Volksmusik | Osttiroler Bote Medienunternehmen GmbH |
| Radio U1 Tirol   |            | DAB+, UKW        | Regionalradio; Schlager, Volksmusik              | U1 Tirol Medien GmbH                   |
| Welle 1 Tirol    |            | UKW              | Popmusik & Dance                                 | Welle Salzburg GmbH & Co. KG           |

#### Vorarlberg
| Sendername         | Senderlogo | Verbreitungswege | Sparten/Programmtyp                 | Eigentümer |
| ------------------ | ---------- | ---------------- | ----------------------------------- | ---------- |
| 80er90er Megamix   |            | DAB+             | Dance, Pop                          | Russmedia  |
| Antenne Partymix   |            | DAB+             | Dance, Pop                          | Russmedia  |
| Antenne Vorarlberg |            | DAB+, UKW        | Begleitprogramm, Pop- und Rockmusik | Russmedia  |

#### Wien
| Sendername               | Senderlogo | Verbreitungswege | Sparten/Programmtyp                                                                                                  | Eigentümer                      |
| ------------------------ | ---------- | ---------------- | --- | ------------------------------- |
| Antenne Niederösterreich |            | DAB+             | Begleitprogramm, Popmusik                                                                                            | Mediengruppe Österreich         |
| Antenne Wien             |            | DAB+             | Begleitprogramm, Popmusik                                                                                            | Mediengruppe Österreich         |
| ARBÖ Verkehrsradio       |            | DAB+             | Verkehrsinformationen                                                                                                | ARBÖ                            |
| Austrian Power Radio     |            | DAB+             | Rock, Pop | Alpha Radio GmbH                |
| City23                   |            | DAB+             | Pop, Chill Out, Nu-Disco, Lounge, House, Soul und R’n’B                                                              | Radio Max GmbH                  |
| City Jazz                |            | DAB+             | Jazz, Lounge | RTG Radio Technikum GmbH        |
| Eurodance                |            | DAB+             | Pop, Dance | Mediaprint                      |
| Metal Radio              |            | DAB+             | Hard Rock, Metal | RTG Radio Technikum GmbH        |
| NOW Radio                |            | DAB+             | christliche Popmusik                                                                                                 | ERF Medien Österreich GmbH      |
| Pirate Radio             |            | DAB+             | Alternative Pop | Mediaprint                      |
| OÖNow                    |            | DAB+             | Nachrichten, Pop | Oberösterreichische Nachrichten |
| Radio Fantasy Wien       |            | DAB+             | Hitmix | Radio Fantasy GmbH              |
| Radio Radieschen         |            | DAB+, UKW        | Ausbildungsradio, Pop                                                                                                | FHW Education & Management GmbH |
| Radio Weanarisch         |            | DAB+             | Volkstümliche Musik                                                                                                  | Radio Event GmbH                |
| Sout Al Khaleej          |            | DAB+             | Information und Unterhaltung in arabischer Sprache, orientalische Musik                                              | Sout Al Khaleej Radio GmbH      |
| Türk Radyo               |            | DAB+             | Information und Unterhaltung in türkischer Sprache                                                                   | Star Medya GmbH                 |
| vida on air              |            | UKW              | Information und Unterhaltung für Ein-Personen-Unternehmen und unselbstständig Beschäftigte mit Migrationshintergrund | Vida (Gewerkschaft)             |
| YU Radio                 |            | DAB+             | Radiosender für alle BKS-Hörer (Bosnisch, Kroatisch, Serbisch)                                                       | YU Radio GmbH                   |

### Private, nichtkommerzielle Sender
- Überregional
  - Radio Maria Österreich (UKW in mehreren urbanen Gebieten, DAB+, DVB-T in Wien und DVB-T2 bundesweit, DVB-S)
  - Museumsradio 1476 (MW Bad Ischl)[2]

- Burgenland
  - Radio MORA (vormals Radio OP), Oberpullendorf (UKW)

- Kärnten
  - Radio AGORA, Klagenfurt (UKW)
  - Radio Real, Spittal an der Drau, (UKW)

- Niederösterreich
  - Radio Ypsilon, Hollabrunn (UKW)
  - Campus & City Radio St. Pölten, St. Pölten (UKW)
  - Hit FM (2001–2012, nun Radio 88.6)

- Oberösterreich
  - Freier Rundfunk Oberösterreich – FRO, Linz (UKW)
  - Freies Radio Freistadt, Freistadt (UKW)
  - Freies Radio Salzkammergut, Bad Ischl (UKW)
  - Freies Radio B138, Kirchdorf (UKW)

- Salzburg
  - Freier Rundfunk Radiofabrik 107,5, Salzburg (UKW)

- Steiermark
  - Freies Radio Freequenns, Steirisches Ennstal (UKW)
  - Freies Radio Helsinki, Graz (UKW)

- Tirol
  - Freies Radio Freirad 105.9, Innsbruck (UKW)
  - Magic Hit 103,9 MHz, Imst (UKW)

- Vorarlberg
  - Freies Radio Radio Proton, Dornbirn (UKW)

- Wien
  - Freies Radio Orange, Wien (UKW)

### Hochschulradiosender
- Campus Radio, FH St. Pölten, St. Pölten (UKW)

### Schulradiosender
- Radius 106,6, Gymnasium Freistadt, Freistadt (UKW)

## Ehemalige Sender
- International

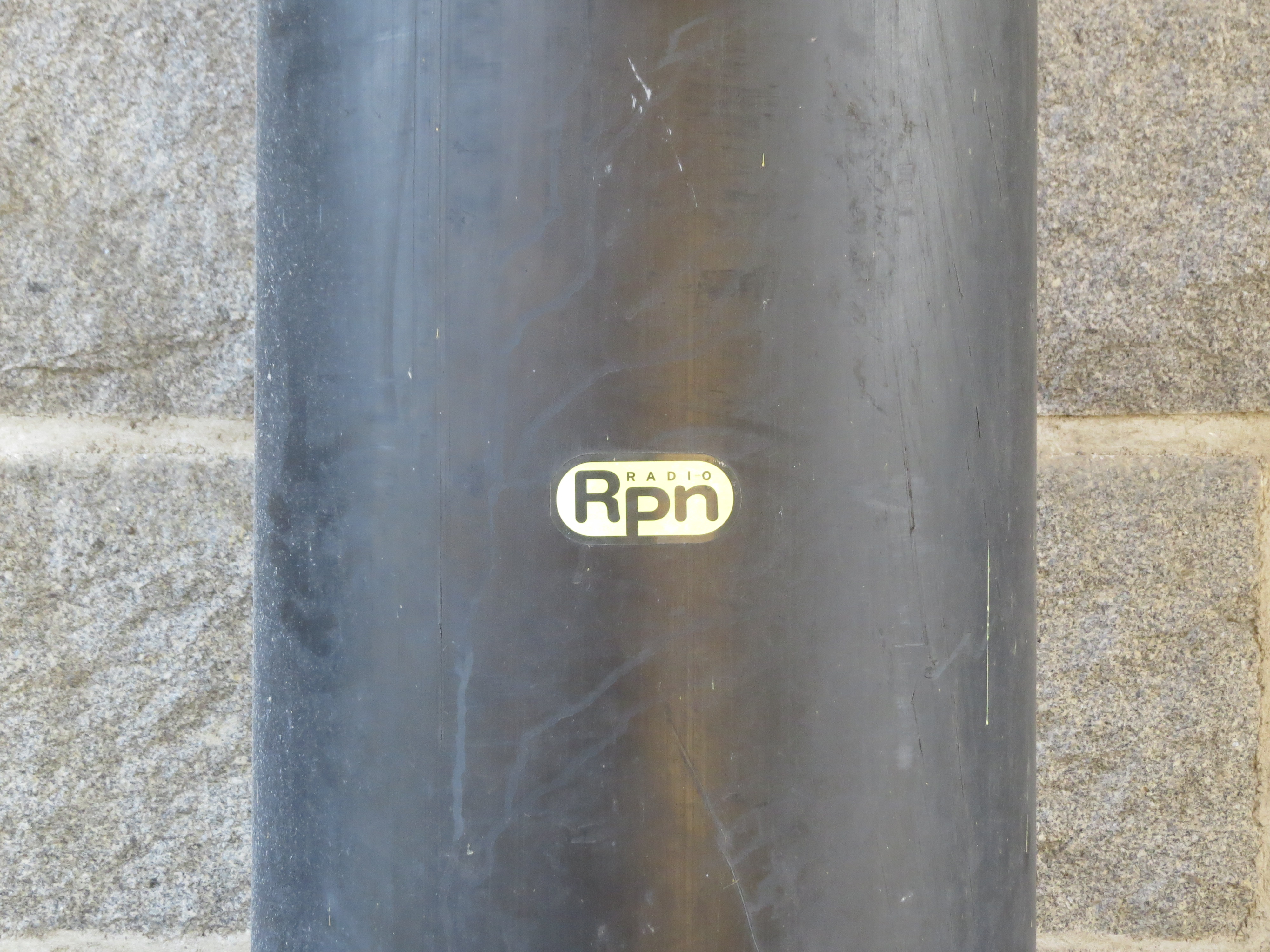
Logo des ehemaligen Senders Rpn auf einem Abflussrohr der Donaubrücke in Krems an der Donau (2018)

  - Radio Österreich International (1955–2003, anschließend Radio Ö1 International, Verbreitung nur noch im Internet)
  - Radio Ö1 International (70-80-, zuletzt 33-minütiger Block des Programms Ö1, der auf Kurzwelle ausgestrahlt wurde)
- Österreichweit
  - Antenne Austria
  - Blue Danube Radio (1979–2000), zunächst nur in Wien, ab 1992 österreichweit
- Überregional
  - Radio Wien I (MW, 1945–1953, sowjetische Besatzungszone, danach 1. Programm des Österreichischen Rundfunks)
  - Radio Wien II (MW, 1945–1953, sowjetische Besatzungszone, danach 2. Programm des Österreichischen Rundfunks)
  - Rot-Weiß-Rot (MW, 1945–1955, US-Besatzungszone, danach Übernahme des Österreichischen Rundfunk)
  - Sendergruppe Alpenland (MW, 1945–1954, britische Besatzungszone, danach Übernahme des Österreichischen Rundfunk)
  - Sendergruppe West, (MW, 1945–1954 französische Besatzungszone, danach Übernahme des Österreichischen Rundfunk)
  - Blue Danube Network (MW, 1945–1955, amerikanischer Militärsender)
  - British Forces Network (MW, 1945–1955 britischer Militärsender)
- Wien, Niederösterreich, Burgenland
  - 92.9 RTL (1998–2000), Neuausrichtung als 92.9 HitFM (2000–2001)[3], Übernahme der UKW-Frequenz durch Radio Arabella[4]
  - PL1 (bis 2001)[5]
  - W4 (bis 2001)[6]
  - Radio RPN (1998–2001, nun kronehit)
  - Antenne 4 (1999–2001[7], ab 2002 Hit FM)
  - Digi Hit Radio (2001 Namensänderung zu Radio Digi Hit[8], ab 2002 Fusion mit Hit FM[9])
  - Burgenland 1 (1998 gestartet als Radio Servus[10], spätere Übernahme durch kronehit)
  - Party FM (bis 2007, Übernahme durch Hit FM)[11]
  - Hit FM (2001–2012, nun Radio 88.6)
  - Antenne Wien, später Radio Ö24
  - Mega Radio Austria (DAB+ CityMUX Wien II, Information, Popmusik)
  - Lulu.fm (2021–2024, DAB+ CityMUX Wien II, Queer Community Radio)
- Kärnten, Steiermark
  - Radio Villach, später Kärntner Schlagerradio, nun kronehit
  - Radio Wörthersee bzw. Radio GTI, später Radio Harmonie
  - Truckradio (einzige Lizenz 2008 an Radio Maria Österreich verloren)
  - Grazer Stadtradio (vom Sendestart am 1. April 1998 bis 2000 war es auch unter dem Namen 107.5 Das Grazer Radio bzw. ab 1999 unter dem Namen Graz Live 107.5 bekannt)
  - 107.5 Der Musiksender (Graz)
  - A1 Radio (105,1 MHz / Aichfeld Murboden)
  - MM89,6 Das Musikradio (Bruck an der Mur)
  - Radio Graz (UKW) (Großraum Graz, Steiermark) – zuletzt Tochtersender der Energy-Gruppe, nach Lizenzentzug per 1. Juli 2013 eingestellt
    - UKW-Frequenz übernommen von Radio Nostalgie (nach dem Tod des Betreibers)
- Tirol
  - Radio Grizzly nun Radio Osttirol
- Oberösterreich
  - 93.9 Radio plus in Gmunden (ab 2000 Ausstrahlung des Mantelprogramms von 92.6 City Radio, später Übernahme durch kronehit)[12]
  - 92.6 Das City Radio in Linz (Start 1998, später Übernahme durch kronehit)[13]
  - Unsere Welle in Steyr und Kirchdorf (Start 1998, ab 2001 Krone Hit Radio[14], ab 2003 Welle 1[15]).
  - Antenne 1 Innviertel (1998–2001, Übernahme durch kronehit)[16][17]
  - Antenne Wels (2004–2010, Übernahme der UKW-Frequenz durch Welle 1 Oberösterreich)[18][19]
- Salzburg
  - Cityradio Salzburg (2002–2003, gemeinsame Nutzung der Frequenz 107,5 MHz mit der Radiofabrik, seither ausschließlich von der Radiofabrik genutzt)[20]
  - Radio Alpina
  - Radio Arabella Salzburg (2007–2013, Übernahme der UKW-Frequenz durch Klassik Radio)[21][22]